# Cellular Physiology and Biochemistry
Cellular Physiology and Biochemistry, abgekürzt Cell. Physiol. Biochem., ist eine wissenschaftliche Fachzeitschrift, die seit dem Jahr 2019 vom Verlag Cell Physiol Biochem Press in Düsseldorf veröffentlicht wird.  Die Open-Access-Zeitschrift veröffentlicht Arbeiten, die sich mit Grundlagen der zellulären Forschung beschäftigen.
Der Impact Factor lag im Jahr 2014 bei 2,875. Nach der Statistik des ISI Web of Knowledge wird das Journal mit diesem Impact Factor in der Kategorie Physiologie an 31. Stelle von 83 Zeitschriften und in der Kategorie Zellbiologie an 110. Stelle von 184 Zeitschriften geführt.
Die Zeitschrift wurde bis Dezember 2018 vom Karger-Verlag veröffentlicht.